# هنریش بونتینگ

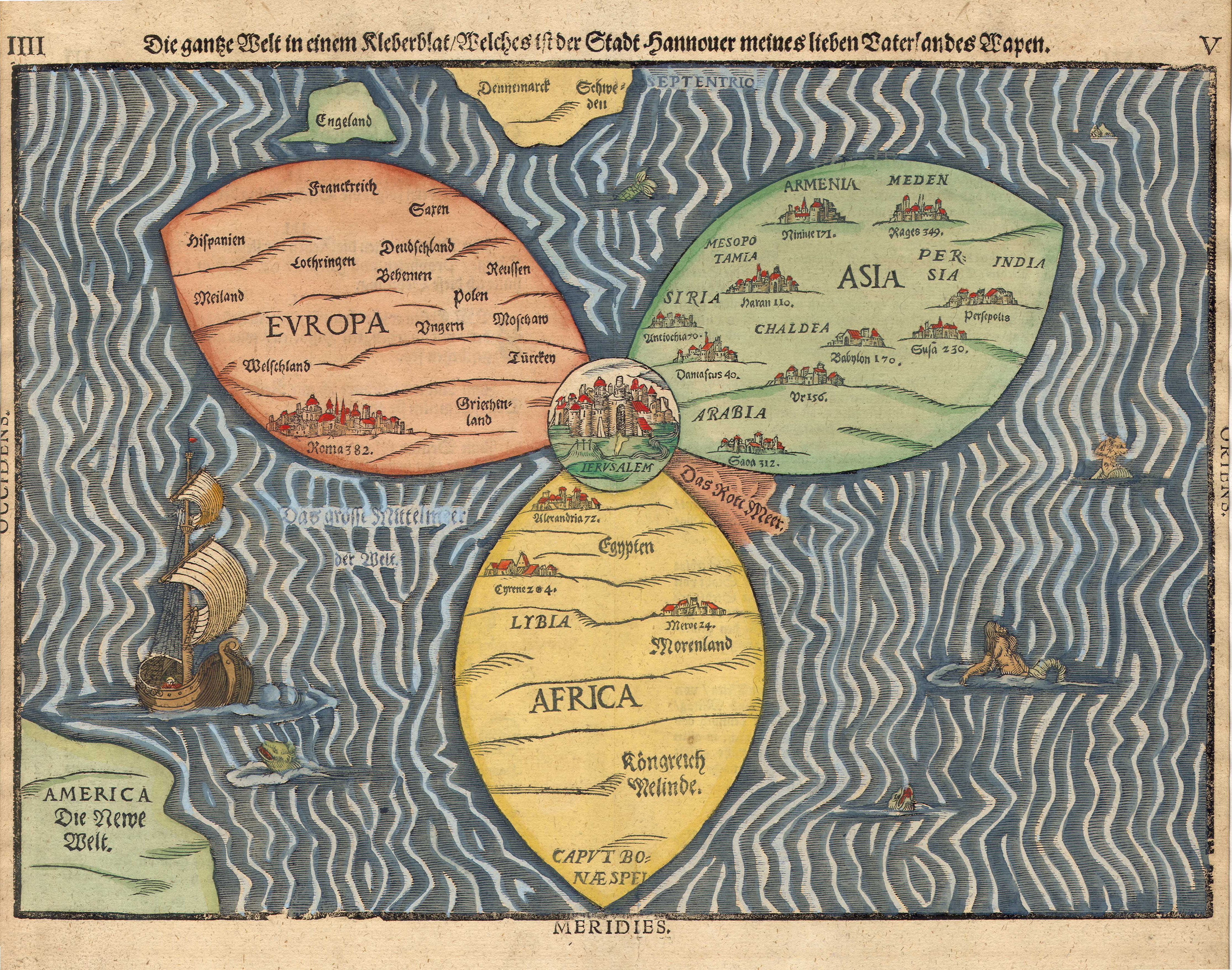
نقشهٔ مپا موندی به شکل برگ شبدر از جهان.

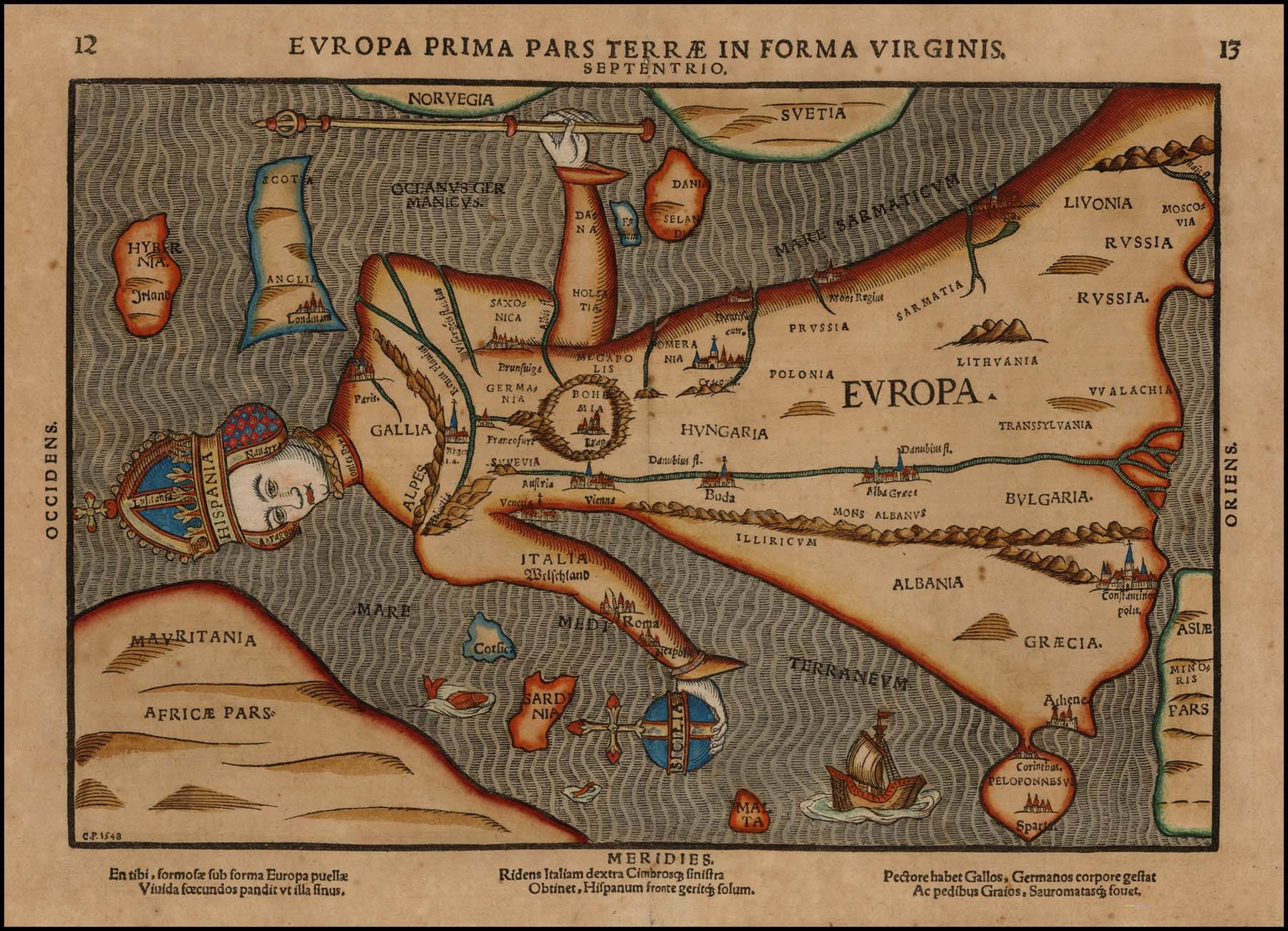
نقشهٔ بانوی اروپا

هنریش بونتینگ (به آلمانی: Heinrich Bünting) کشیش پروتستان، طراح و نقشه‌نگار اهل هانوفر بود. شهرت وی به دلیل طرح نقشهٔ مپا موندی از جهان به شکل برگِ‌شبدر به عنوان نمادی از تَثلیث، در کتاب مشاهداتش از سفر به اورشلیم به نام «سفر به مهد کتاب آسمانی» در سال ۱۵۸۱ میلادی بود.
نقشه و کتاب بونتینگ اکنون در گنجینهٔ کتابخانه ملی اسرائیل قرار دارد.